# Kulata
Kulata (în bulgară Кулата, în traducere Turnul) este un sat în Obștina Petrici, Regiunea Blagoevgrad, Bulgaria, punct de graniță cu Grecia pe drumul E79, unde îi corespunde localitatea Promachonas ca și punct de vamă. Localitatea, situată pe râul Struma este traversată și de calea ferată ce leagă Sofia de Salonic.

## Demografie
Componența etnică a satului Kulata
     Bulgari (91,16%)
     Nicio identificare (8,83%)
     Altele (0%)
La recensământul din 2011, populația satului Kulata era de 849 locuitori. Din punct de vedere etnic, majoritatea locuitorilor (91,16%) erau bulgari. Pentru 8,83% din locuitori nu este cunoscută apartenența etnică.